# Gimme Shelter (sång)
Gimme Shelter är en låt av den brittiska rockgruppen The Rolling Stones, skriven av bandets sångare Mick Jagger och bandets gitarrist Keith Richards. På de första vinylutgåvorna stavas låttiteln "Gimmie Shelter", men på senare utgåvor heter låten alltid "Gimme Shelter". Låten släpptes på albumet Let It Bleed som utkom den 28 november 1969, där den inledde albumet. Den lanserades aldrig som singel. Texten handlar om att söka skydd inför stormar, krig och en annalkande apokalyps. Låten är notabel då den även innehåller sång av en kvinna, sångaren Merry Clayton. Låtens pianopartier spelas av Nicky Hopkins.
Gimme Shelter finns med på livealbumen Stripped och Live Licks (2004), samt samlingsalbumen Hot Rocks, 1964-1971 (1972), Forty Licks (2002), och Grrr! (2012). Filmregissören Martin Scorsese har använt låten i tre av sina filmer: Maffiabröder (1990), Casino (1995) och The Departed (2006). Låten finns dock inte med i hans dokumentär om gruppen, Shine a Light. Den har gjorts som cover ett flertal gånger, bland annat av Grand Funk Railroad 1971, The Sisters of Mercy 1984 och Patti Smith 2007.
Låten placerades på plats #38 i tidskriften Rolling Stones lista över de 500 bästa låtarna genom tidena. Pitchfork Media listade låten som #12 i deras lista över "De 200 bästa låtarna från 1960-talet.
Gimme Shelter är också namnet på en dokumentärfilm om Rolling Stones ' turné i USA 1969.